# Hexalobus monopetalus
Hexalobus monopetalus är en kirimojaväxtart som först beskrevs av Achille Richard, och fick sitt nu gällande namn av Adolf Engler och Friedrich Ludwig Diels. Hexalobus monopetalus ingår i släktet Hexalobus och familjen kirimojaväxter. Utöver nominatformen finns också underarten H. m. obovatus.